# Контест из Байё
Контест (умер в 510 году) — святой епископ Байё. День памяти — 19 января.
По словам отца Эли, святой Контест (Contestus, Content, Contès, Context) был родом из Байё, и его скит находился в Блэ, неподалёку от Байе. Его великая репутация святости приводила к нему много паломников, приходивших к нему за духовным утешением.
Жителям удалось добиться, чтобы его поставили епископом Байе и чтобы он стал преемником святого Манвьё. Став епископом, он боролся против идолопоклонства, которое все ещё существовало в этой стране, а также против знати, которая торговала им. Святой Контест был епископом с 480 года до своей смерти.,.
Ему приписывают несколько чудес. Так по пути в Сэ он извёл из земли воду в Ати-де-л'Орн, чтобы утолить жажду своих спутников.
Святой Контест умер в 513 году. Впервые похороненный в церкви Сент-Экзюпери, он был перенесён в 1162 году в монастырь в Фекан. Затем его мощи были перевезены в Аржантан, где они спаслись от гугенотов в 1562 году. Перенесение его правой бедренной кости в храм в Сен-Контест был осуществлён в 1896 году с большой торжественностью.
Помимо упомянутой коммуны Сен-Контест имеется коммуна Контест в департаменте Майенн.